# جيم لانغ
جيم لانغ هو مدون كندي، ولد في 7 أكتوبر 1965.